# いすゞA&S
いすゞA&S株式会社（いすずエーアンドエス）は、神奈川県横浜市に本社をおくいすゞ純正用品用品の開発・販売を行ういすゞグループ企業。主にいすゞ自動車用純正用品、BESTFIX®（補修専用部品）をいすゞ自動車系列販売店及びトラック架装メーカーに提供するいすゞ自動車販売の子会社である。旧社名は株式会社アイ・シー・エル。

## 沿革
- 1958年（昭和33年） - 前身の協同産業株式会社を設立。
- 1984年（昭和59年） - 社名を株式会社いすゞカーライフに変更。
- 1994年（平成6年）
  - 11月 - 社名を株式会社アイ・シー・エルに変更、いすゞ純正用品の開発/販売地位継承を受ける。
  - 12月 - いすゞ自動車が全株式を取得し、子会社化。
- 1997年（平成09年）11月 - 海外拠点としてタイに「ICL (THAILAND) CO.,LTD」を設立。
- 2004年（平成16年）3月 - 補修専用部品ブランド「BESTFIX」の事業展開を本格開始。
- 2007年（平成19年）2月 - いすゞ自動車販売株式会社が全株式を取得。
- 2008年（平成20年）7月 - 創立50周年を迎える。
- 2022年（令和4年）5月 - 社名をいすゞA&S株式会社に変更。また、本社を東京都品川区南大井から神奈川県横浜市西区の横濱ゲートタワーに移転[3]。

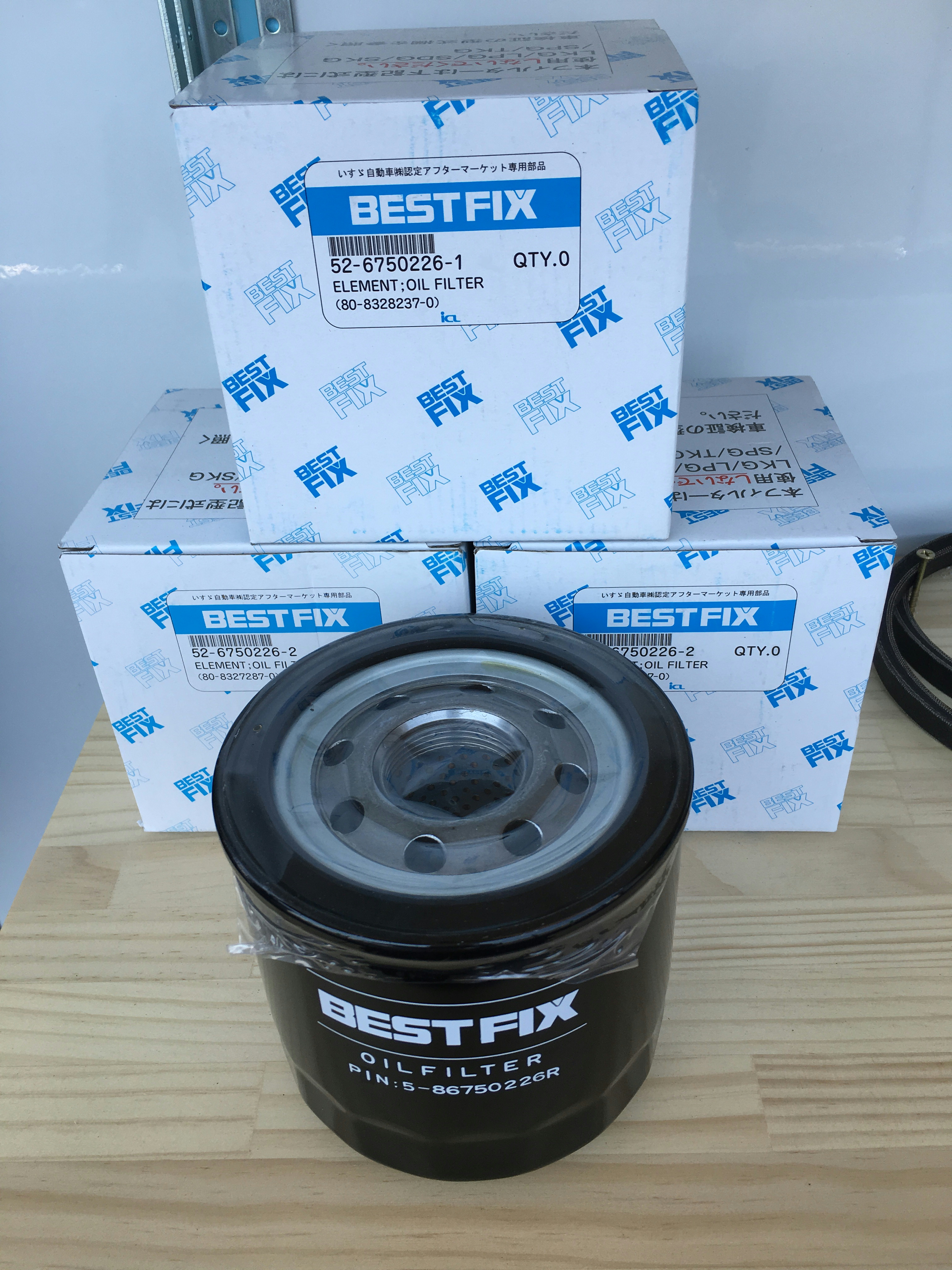
BEST FIXブランドのオイルフィルター

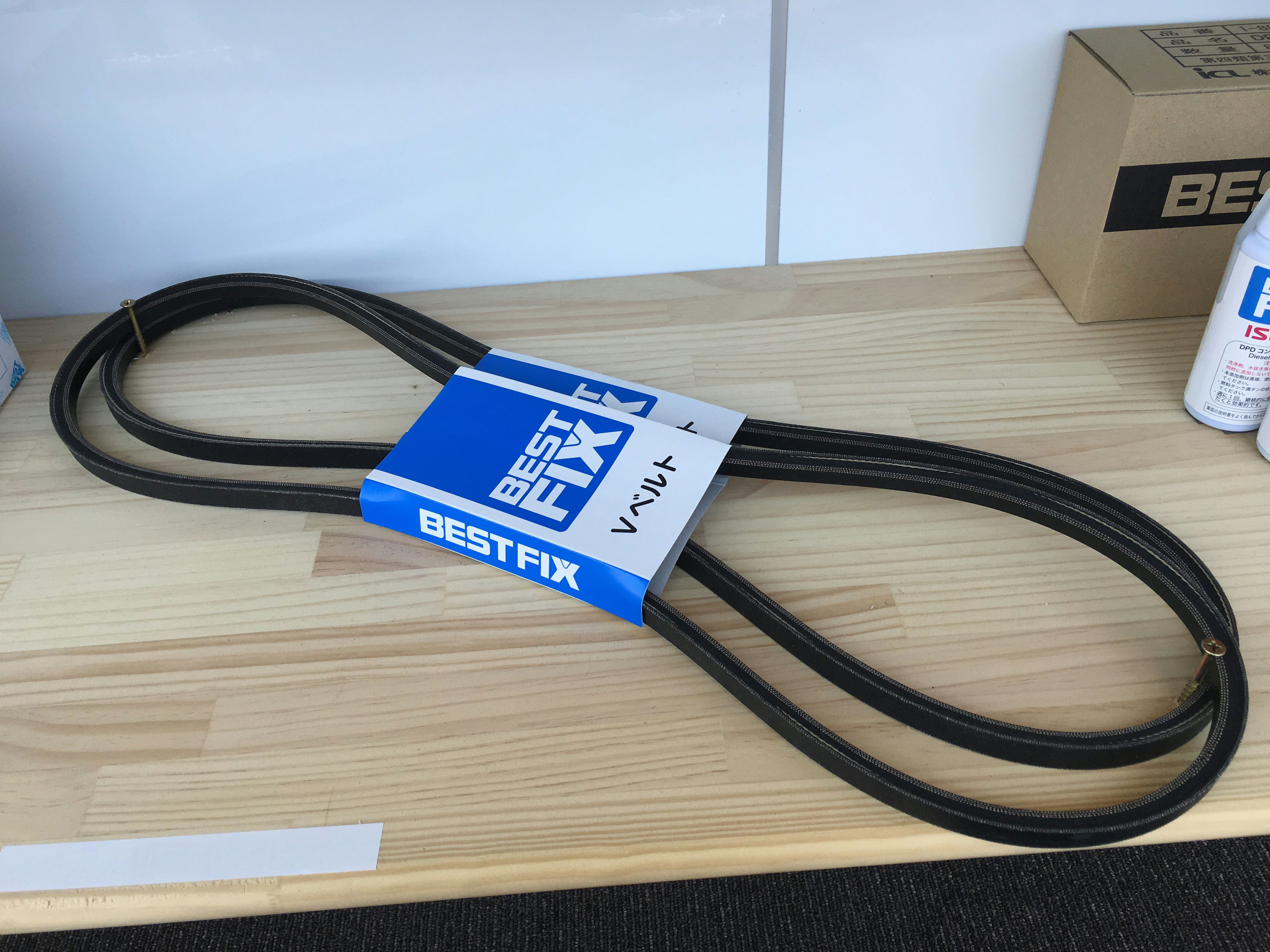
BEST FIXブランドのVベルト

## 事業所
- 本社：横浜市西区高島（横濱ゲートタワー）

## 子会社・関連会社
- ISUZU A&S (THAILAND) CO.,LTD
- ISUZU A&S (THAILAND) CO.,LTD Brisbane Branch